# Carlos Wyld Ospina
Carlos Eduardo Wyld Ospina (Antigua Guatemala, 19 de junio de 1891-Quetzaltenango, 19 de junio de 1956) fue un novelista, poeta y ensayista guatemalteco.
De madre colombiana y padre inglés, Wyld vivió entre México y Guatemala, pasando la mayor parte de su vida en la ciudad de Quezaltenango. Formó parte de un grupo de artistas, literatos y poetas que laboraron en gran cohesión junto a Jaime Sabartés, catalán que llegó a Guatemala desde Barcelona, donde compartiera una estrecha amistad con Pablo Picasso y que fueron conocidos como la generación del 10. 
Fue uno de los fundadores de la Academia de Geografía e Historia de Guatemala y fue catedrático de Literatura en la Universidad de San Carlos de Guatemala.

## Familia

### Ascendencia
Carlos Wyld perteneció a una de las familias más importantes de Colombia, pese a que no era colombiano y no hay certeza de si viajó a este país. Su familia materna, los Ospina, tuvo 3 presidentes en ése país. De hecho su madre era una de las hijas del político colombiano Pastor Ospina Rodríguez, quien era hermano a su vez del político colombiano Mariano Ospina Rodríguez, presidente de su país a medidados del siglo XIX.
Los Ospina llegaron desde Colombia, huyendo de la persecución política que desataron los liberales dirigidos por el militar Tomás Cipriano de Mosquera, quienes derribaron a Ospina de la presidencia. A la familia se le llamó Los Colombianos a su arribo al país, haciendo fortuna con el café y la tenencia de tierras.
Su tío abuelo Mariano regresó a Colombia y sus hijos fueron prósperos empresarios del café y militares de renombre, entre quienes destacan Pedro Nel Ospina (quien llegó a ser presidente de Colombia), y su hermano Tulio Ospina, hombre de letras. Tulio tuvo al político Mariano Ospina Pérez, tercer presidente de Colombia que pertenecía a la familia.

### Familia directa
Carlos era hijo del guatemalteco de ascendencia británica Guillermo Carlos Wyld Quiñonez, y de su esposa Soledad Ospina Chaparro. Era el noveno de 11 hijos, siendo hermano de Josefina, Elvira, Osberto, Tomás Guillermo, María Olivia, Guillermo, Gustavo Alberto, Emma y Ernesto Wyld Ospina.
Wyld se casó Malín D'Echevers, con quien tuvo a sus Edgar Roberto, Roberto Carlos, Arturo Enrique y Carlos Roberto Wyld Echevers. Luego se divorció de D'Echevers para casarse por segunda vez con Luciana de León Mesa, con quien no tuvo descendencia. También estuvo relacionado con la dama Concepción Muñóz, con quien tampoco tuvo descendencia.

## Obra
Fundó junto a Porfirio Barba Jacob el periódico Churubusco, dirigió la revista humorística El Zaraguate y formó parte del grupo literario Los Líricos. De 1913 a 1914 fue director del diario mexicano El Independiente. Al regresar a Guatemala, fue redactor del diario oficial Diario de Centroamérica, en el que escribía la columna Diario de los Altos. Con el surgimiento del movimiento unionista a finales de 1919 colaboró con el periódico El Pueblo, el cual fue de oposición al presidente Manuel Estrada Cabrera hasta el derrocamiento de éste en abril de 1920.
Entre sus obras se destacan:

### Novelas
- El solar de los Gonzaga (1924)
- La Gringa
- La Mala Hembra
- El Manuscrito de Fernán Avelino
- Los Dos
- Las Palomas
- De Dura Cerviz
- Felipe Esquipulas
- Los Lares Apagados (1958, póstumo)

### Cuentos
- La tierra de los nauyacas (1957, póstumo)

### Poesías
- Las dadivas simples
- La ciudad de las cumbres

### Ensayo
- El Autócrata, ensayo político social[Nota 3] (1929)

## Muerte
Carlos Wyld Ospina murió el 18 de junio de 1956 en la ciudad de Quetzaltenango, Guatemala.